# Beats Electronics
Beats Electronics LLC (tên khác: Beats by Dr. Dre hay Beats by Dre) là một công ty con của Apple, chuyên cung cấp các sản phẩm về âm thanh, loa và tai nghe. Công ty do rapper người Mỹ Dr. Dre và Jimmy Iovine thành lập có trụ sở tại Culver City, tiểu bang California, Hoa Kỳ.
Năm 2011, NPD Group đã thống kê thị phần tai nghe trên 100 đô la của Beats là 64% tại Mỹ và thương hiệu này được định giá 1 tỷ đô la vào tháng 9 năm 2013.
Vào năm 2014, công ty đã mở rộng sang thị trường âm nhạc trực tuyến với việc ra mắt dịch vụ Beats Music.

Trước đây, Beats Electronics thuộc sở hữu của hãng sản xuất điện thoại thông minh Đài Loan HTC. Năm 2013, Carlyle Group đã thay thế HTC trở thành cổ đông mới, cùng với hai nhà sáng lập Dr. Dre và Iovine. Ngày 1 tháng 8 năm 2014, Apple Inc. mua lại Beats với giá 3 tỷ USD, đây là thương vụ mua lại lớn nhất trong lịch sử Apple.

Hai nhà sáng lập Beats Electronics
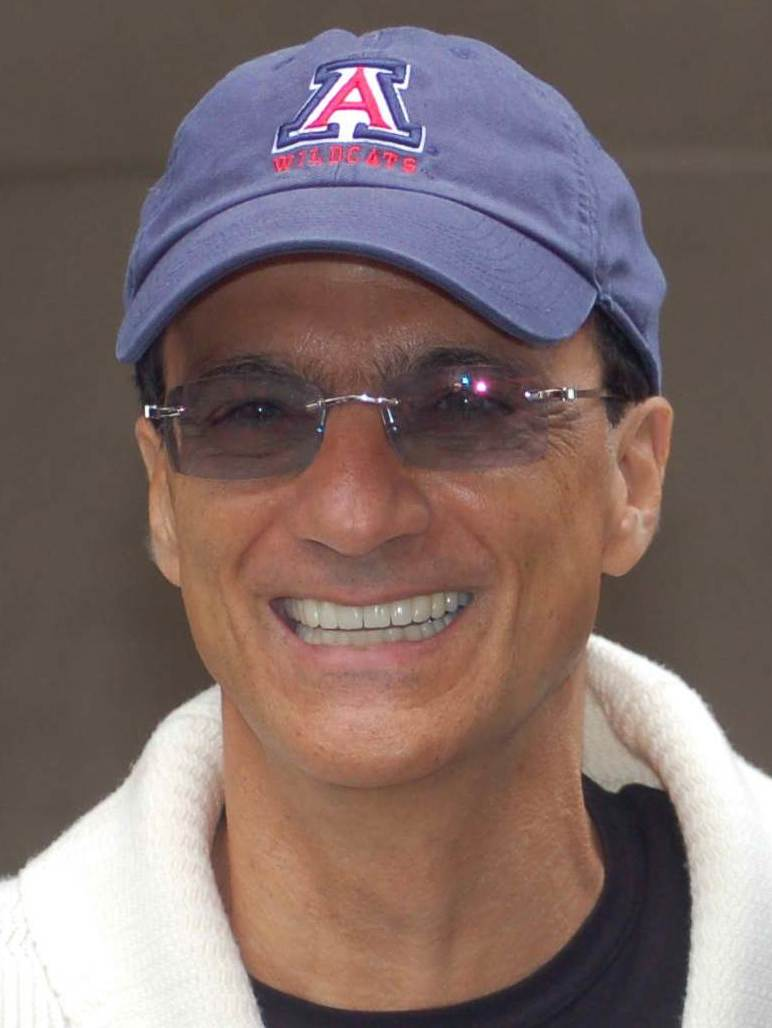
Jimmy Iovine
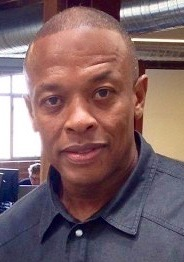
Dr. Dre
Logo của liên doanh Beats và Monster

## Lịch sử
Beats được chính thức thành lập vào năm 2006, khi Jimmy Iovine nhận thấy hai vấn đề chính trong ngành công nghiệp âm nhạc đó là vi phạm bản quyền đối với các tác phẩm âm nhạc và chất lượng âm thanh không đạt chuẩn do của tai nghe trên thị trường.
Beats ban đầu hợp tác với Monster Cable, một nhà sản xuất âm thanh và video có trụ sở tại Brisbane, California, để sản xuất và phát triển các sản phẩm mang thương hiệu Beats đầu tiên. Sản phẩm đầu tiên của hãng, tai nghe Beats by Dr. Dre Studio, được ra mắt ngày 25 tháng 7 năm 2008.

### HTC mua lại

HTC

Vào tháng 8 năm 2010, nhà sản xuất điện thoại di động Đài Loan HTC đã mua 50,1% cổ phần của Beats với giá $ 309 triệu đô la. Thương vụ này cho phép HTC cạnh tranh với các nhà sản xuất điện thoại di động khác bằng việc gắn thương hiệu Beats lên dòng điện thoại di động của mình. HTC vẫn tiếp tục cho Beats hoạt động độc lập.
Vào ngày 19 tháng 1 năm 2012, BusinessWeek đăng tin Beats và Monster Cable sẽ không gia hạn hợp đồng sản xuất và mối quan hệ đối tác của họ đã chấm dứt vào cuối năm 2012. Dr. Dre và Iovine sau đó sẽ giám sát toàn bộ hoạt động của công ty, từ sản xuất đến nghiên cứu, và tăng gấp đôi lực lượng lao động của mình lên khoảng 300 nhân viên.
Tháng 10 năm 2012, Beats đã tiết lộ hai sản phẩm tự phát triển đầu tiên của mình là tai nghe Beats Executive và loa không dây Beats Pill.

### HTC bán lại cổ phần tại Beats và ra mắt Beats Music

Logo của Beats Music

Vào tháng 7 năm 2012, HTC đã bán lại một nửa cổ phần của mình tại Beats với giá 150 triệu đô la, tuy nhiên vẫn là cổ đông lớn nhất của Beats với 25,1% cổ phần. Vào tháng 8 năm 2013, nhiều nguồn tin cho biết những người sáng lập Beats đã lên kế hoạch mua lại số cổ phần còn lại của HTC và theo đuổi một đối tác mới trong tương lai.
Ngày 27 tháng 9 năm 2013, HTC xác nhận rằng họ sẽ bán 24,84% cổ phần còn lại của mình tại Beats với giá 265 triệu đô la. Đồng thời, Beats tuyên bố rằng Tập đoàn Carlyle Group sẽ đầu tư 500 triệu đô la vào công ty. Thỏa thuận tổng thể định giá Beats Electronics ở mức 1 tỷ đô la.
Vào ngày 21 tháng 1 năm 2014, công ty đã cho ra mắt Beats Music, một dịch vụ phát nhạc trực tuyến. Giám đốc điều hành của Beats tại thời điểm đó, Ian Rogers rất tự tin với sản phẩm này.

### Apple mua lại Beats

Apple Music thay thế Beats Music

Ngày 8 tháng 5 năm 2014,  Financial Times viết rằng Apple đang đàm phán để mua lại Beats với giá 3,2 tỷ USD, thương vụ lớn nhất trong lịch sử Apple, còn lớn hơn thương vụ mua lại công ty máy tính NeXT với giá 429 triệu đô la để đưa Steve Jobs quay lại vào năm 1996. Thỏa thuận này sẽ khiến nhà sáng lập Dr. Dre trở thành tỷ phú đầu tiên trong giới nghệ sĩ hip-hop. Dr. Dre sở hữu giá trị tài sản 550 triệu $ trên danh sách tỷ phú năm 2014 của Forbes. Tập đoàn Carlyle sẽ nhận được khoản lãi 1 tỷ đô la từ việc bán phần cổ phần của mình trong Beats.
Ngày 28 tháng 5 năm 2014, Apple chính thức tuyên bố mua lại Beats Electronics. Liên quan đến thỏa thuận, CEO Tim Cook của Apple tuyên bố rằng "Âm nhạc là một phần quan trọng trong cuộc sống của chúng tôi và giữ một vị trí đặc biệt trong trái tim của các nhân viên Apple. Đó là lý do tại sao chúng tôi tiếp tục đầu tư vào âm nhạc và tập hợp đội ngũ phi thường này để tiếp tục sáng tạo các sản phẩm và dịch vụ âm nhạc trên thế giới". Tuy nhiên Apple không nói gì về việc sẽ tích hợp Beats vào sản phẩm hiện tại của hãng hay tích hợp vào iTunes.
Việc mua lại kết thúc vào ngày 1 tháng 8 năm 2014. Apple sa thải 200 lao động của Beats.  Beats Music sau đó bị cho ngừng hoạt động sau khi Apple ra mắt Apple Music vào ngày 30 tháng 6 năm 2015.

### Vụ kiện với Bose
Tháng 7 năm 2014, Bose Corporation (một hãng sản xuất âm thanh khác) đã kiện Beats Electronics, cáo buộc dòng "Studio" của Beats vi phạm năm bằng sáng chế về công nghệ khử tiếng ồn của Bose. Bose tìm kiếm một lệnh cấm các sản phẩm vi phạm của Beats tại Hoa Kỳ. Apple trả đũa bằng việc đã loại bỏ tất cả các sản phẩm của Bose tại Apple Store. Tuy nhiên, hai tháng sau, các sản phẩm của Bose trở lại kệ hàng của Apple Store. Vụ kiện được giải quyết vào tháng 10 năm 2014, chi tiết không được tiết lộ.

### Vụ kiện với Monster Cable (Monster Cable Products Inc.)

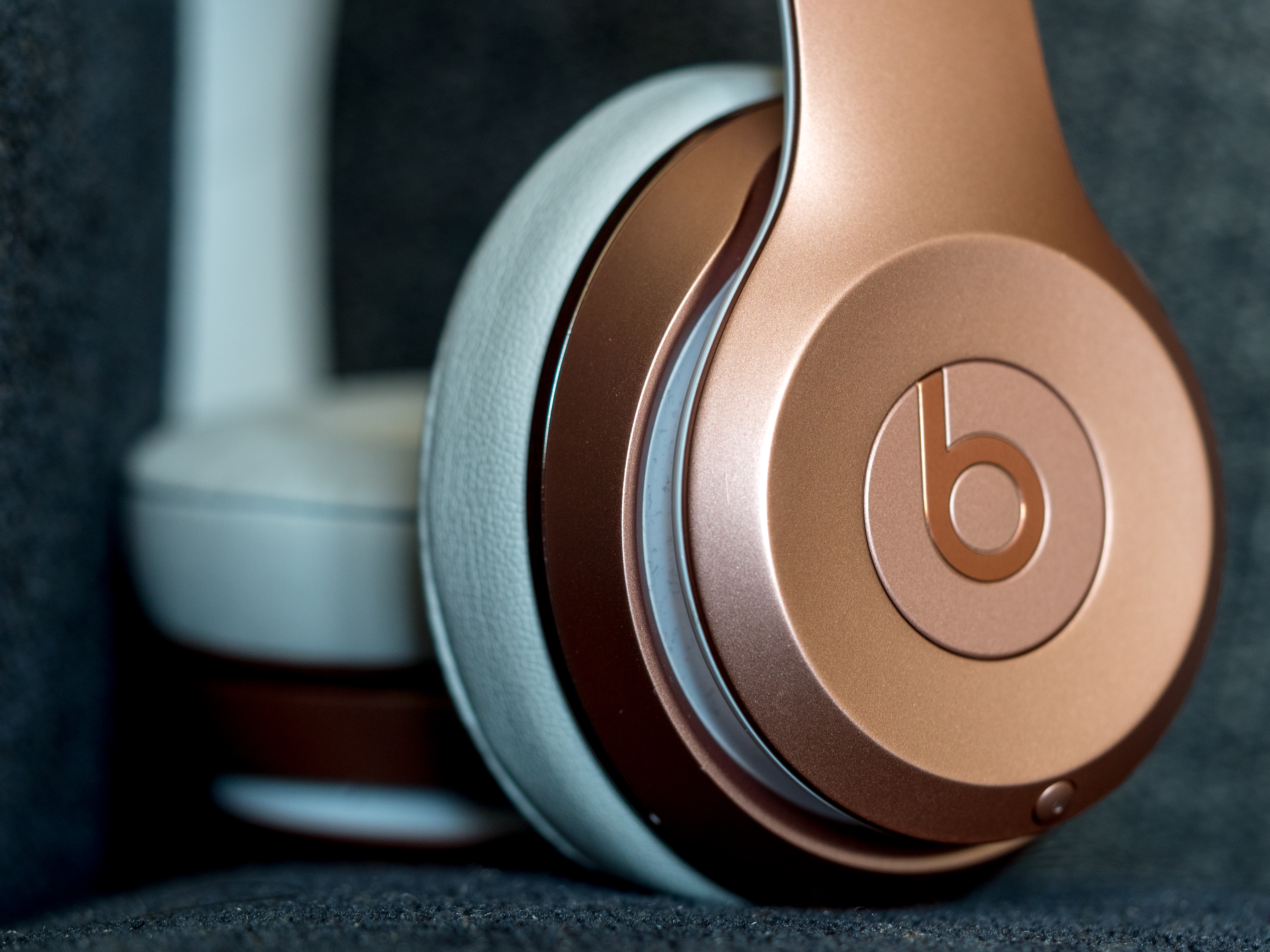
Beats Headphones 2

Tháng 1 năm 2015, Monster Inc. (đối tác cũ của Beats trong giai đoạn đầu) đã kiện Beats vì tội lừa đảo, cho rằng Beats đã sử dụng các mánh khóe bất hợp pháp để buộc Monster Inc. rời khỏi liên doanh trong khi vẫn giữ bản quyền đối với các công nghệ và sản phẩm mà họ đã hợp tác phát triển. Monster cũng cáo buộc Beats tham gia thông đồng để làm hại Monster. Monster lập luận rằng việc mua lại Beats của HTC là cách để kiểm soát cổ phần của Monster trong liên doanh, có thể được định giá hơn 100 triệu đô la trong thương vụ của Apple sau đó. Beats đã "che giấu" vai trò của Monster. Monster cũng cáo buộc rằng Beats đã tác động đến các nhà bán lẻ phân phối Beats mà không phân phối các sản phẩm cạnh tranh của Monster.
Tháng 6 năm 2015, Tạp chí Phố Wall đưa tin để trả đũa Monster, Apple Inc. đã thu hồi tư cách thành viên của Monster trong Dự án MFi (Made For iPhone/iPad/iPod) vào ngày 5 tháng 5 năm 2015, có nghĩa là Monster không còn được sản xuất các phụ kiện được cấp phép để sử dụng cho các sản phẩm của Apple và Monster phải ngừng bán các sản phẩm được cấp phép MFi hiện có từ tháng 9 năm 2015.
Đơn kiện của Monster đã bị bác bỏ vào tháng 8 năm 2016, với phán quyết của Tòa án tối cao rằng Beats "có quyền chấm dứt thỏa thuận kể từ ngày 7 tháng 1 năm 2013 hoặc khi có một giao dịch dẫn đến thay đổi quyền kiểm soát công ty Beats", và do đó Monster không có quyền yêu cầu thay đổi quyền kiểm soát đối với Beats.

## Sản phẩm

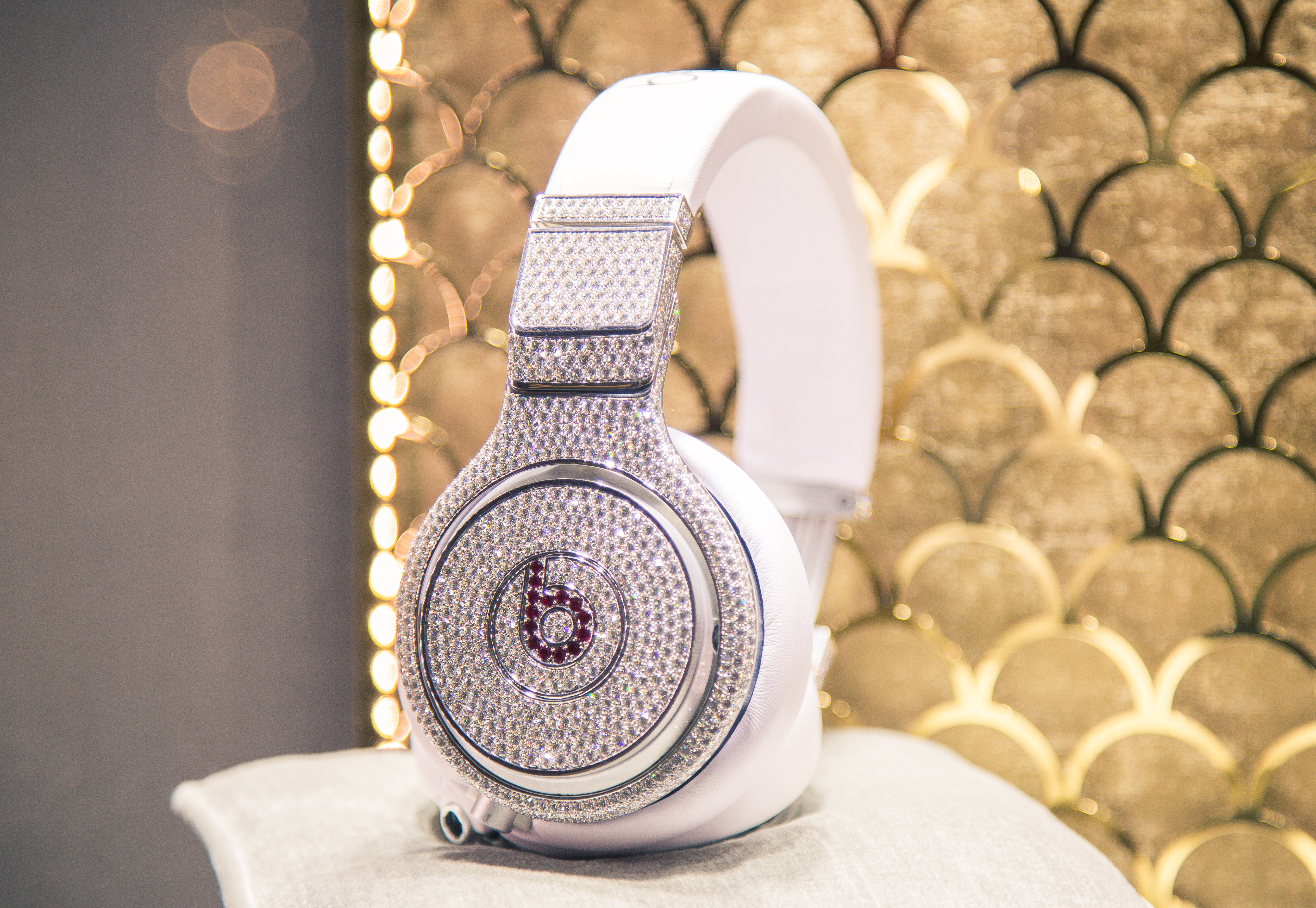
Diamond Beats

- Tai nghe chống ồn Beats Executive (tháng 10 năm 2012).
- Loa di động Beats Pill (2012).
- Tai nghe Beats Solo 3 Wireless.
- Tai nghe Beats Studio 3 Wireless.
- Tai nghe Powerbeats (ngày 7 tháng 9 năm 2016).
- Tai nghe BeatsX (ngày 10 tháng 2 năm 2017),
- Tai nghe Powerbeats Pro (ngày 10 tháng 5 năm 2019),
- Hệ thống âm thanh Beats Audio trên máy tính xách tay của HP từ năm 2009[22], điện thoại di động HTC từ năm 2011. Hệ thống âm thanh Beats còn xuất hiện trên xe hơi của Chrysler, Dodge, Jeep, Fiat, Volkswagen và SEAT.[23]
- Dịch vụ nghe nhạc trực tuyến Beats Music, ra mắt tháng 1 năm 2014 với việc mua lại MOG Music Network. MOG đã dừng hoạt động vào ngày 31 tháng 5 năm 2014 và người dùng được chuyển sang Beats Music. Tháng 6 năm 2015, Beats Music bị thay thế bởi Apple Music, cùng với kênh radio Beats 1.[24]